# Þormóður Þorkelsson
Þormóður Þorkelsson (Thormodhur Thorkelsson, n. 944) fue tercer Allsherjargoði del Althing (asamblea de hombres libres) de Islandia desde aproximadamente el año 984 hasta 1020. Þormóður era hijo del Allsherjargoði Þorkell máni Þorsteinsson y por lo tanto bisnieto de uno de los primeros legendarios colonos vikingos de la isla Ingólfur Arnarson. Su hijo casó son Sigrid, una de las hijas de Snorri Goði, otrora antiguo rival.

## Escaldo
En el mismo periodo, vivió en Islandia un escaldo con el mismo nombre, Þormóður skald Þorkelsson (n. 937), hijo de Þorkell Bjarnason.